# Épopée de Soundiata
L'épopée de Soundiata (ou Soundjata, ou Sun-Diata ou Sunjata) est un poème épique en langue mandingue, relatant la fondation de l'empire du Mali par le roi Soundiata Keïta au XIIIe siècle. Fondée sur cette base historique à laquelle elle ajoute des éléments merveilleux, l'épopée a été transmise depuis lors par tradition orale, généralement par des griots mandingues, dans de nombreuses versions et dans plusieurs autres langues d'Afrique de l'Ouest. Elle s'est ensuite diffusée plus largement dans le monde au cours du XXe siècle, à la faveur notamment des premières traductions en français et en anglais. L'épopée de Soundiata occupe une place très importante dans la culture ouest-africaine. Elle représente une source primordiale pour les historiens de l'empire du Mali, et continue par ailleurs d'inspirer les artistes (écrivains, musiciens, cinéastes, etc.).

## Trame de l'épopée

### Bilali Bounama, ancêtre des Keïta

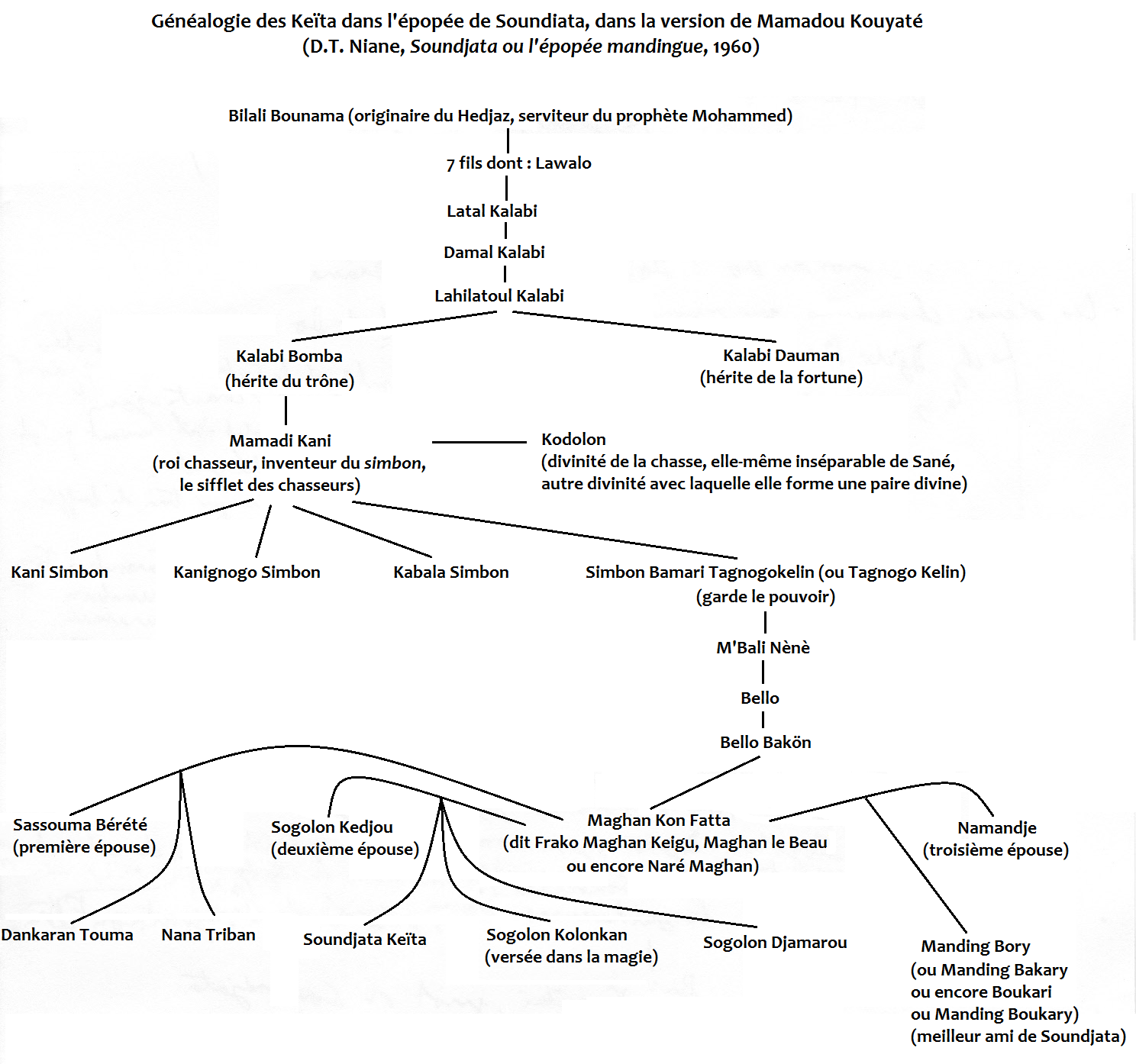
Arbre généalogique des Keïta dans la version de Mamadou Kouyaté et D.T. Niane.

Un prologue de l'épopée rattache l'ascendance de Soundiata Keïta au prophète de l'islam, Mahomet, ce qui est notamment un moyen de légitimer le pouvoir de la dynastie au Moyen Âge. Les Keïta sont présentés comme les descendants de Bilali Bounama, serviteur de Mahomet et, selon la légende, premier Noir à s'être converti à l'islam. Dans la version de Mamadou Kouyaté et Djibril Tamsir Niane, Bilali Bounama vient du Hedjaz. Il a sept fils, dont l'aîné, Lawalo, part s'établir au Manding et y fonde la dynastie. Dans la version de Babou Condé écrite par Camara Laye, cet ancêtre, dont le nom est transcrit "Bilali Jbounama", est un Tchadien fait prisonnier par Khalifa, roi du Cameroun, et réduit en esclavage, ce qui lui vaut le surnom de Bilali Kabs ("Bilali l'esclave"). Brimé pour avoir développé seul des croyances monothéistes, Bilali est condamné à mort après une tentative d'évasion, mais il est sauvé par Boubakar Sidiki, un serviteur de Mahomet, qui le sauve en le rachetant puis l'offre à Mahomet. Après quelques années, ce dernier l'affranchit et lui donne le droit d'être appelé par son nom complet, Bilali Ibn Ka Mâma. Dans cette version, le fils de Bilali qui vient s'installer au Manden et en devient le premier roi est Latal Kalabi.

### Le buffle du Dô
Naré Maghann kon Fatta le père de Soundiata  est le fils de Naré Maghann Konaté, un roi du Manding (ou Manden), et de Sogolon Kondé, une femme laide et bossue (d'où son surnom de "Sogolon Kèdjou", "Sogolon la laide"), mais dotée de puissants pouvoirs magiques. L'origine de cette union surprenante est relatée par l'épisode du buffle du Dô.
Le roi de la région du Dô, Gnèmo Diarra, aussi appelé Dô-Moko Niamoko Djata (« Djata, le guide des gens du Dô »), a une sœur aînée nommée Dô-Kamissa. À un moment donné, alors qu'elle est déjà une vieille femme, Dô-Kamissa est lésée par son frère, d'une façon qui varie selon les versions. Dans la version de Mamadou Kouyaté et D. T. Niane, Dô-Kamissa est privée de sa part d'héritage par son frère. Dans la version de Cissé et Kamissoko, le motif de conflit survient à l'accession du roi au trône : le roi se voit recommander d'accomplir un sacrifice fastueux, le sacrifice d'un taureau blanc taché de noir, pour assurer la prospérité de son règne. Sachant sa sœur susceptible, le roi va d'abord lui offrir dans sa maison le sacrifice d'un bœuf de taille extraordinaire. Mais par la suite, Dô-Kamissa, prévenue par un cordonnier, apprend que l'autre sacrifice, encore plus fastueux, a eu lieu sans qu'elle y soit invitée ni n'en reçoive une part. Pour venger ce témoignage de mépris, Dô-Kamissa se métamorphose régulièrement en buffle et ravage la région.
Deux chasseurs, Dan Massa Woulani (autrement dit Tiramakhan Traore) et Dan Massa Woulamba, se concilient Dô-Kamissa en multipliant les offrandes et témoignages de respect à son égard. Elle leur révèle alors comment la tuer sous sa forme de buffle, qui est par ailleurs invulnérable. Elle pose cependant une condition : lorsque le roi Gnèmo Diarra leur offrira de se choisir, comme récompense, une épouse parmi les jeunes filles du pays, ils devront choisir la plus laide, Sogolon Kondé, et aller la remettre au roi du Manden. Sogolon est le double ou la réincarnation de Dô-Kamissa, d'où son surnom de Femme-buffle.
Les chasseurs obéissent et vont offrir la jeune fille à Naré Maghann Konaté, aussi appelé Maghan Kon Fatta, un roi du Manding. C'est ainsi que Naré Maghann Konaté épouse Sogolon, qui lui donnera plusieurs enfants dont Soundiata.

### Naissance et enfance de Soundiata Keïta
Naré Maghann Konaté épouse donc Sogolon. Mais la première épouse du roi, Sassouma Bereté, fait tout pour rabaisser Sogolon et pour mettre en avant son propre fils. Les choses empirent après la naissance de l'enfant de Sogolon, Soundiata, car Soundiata reste longtemps sans parler et ne sait toujours pas marcher à dix ans passés, de sorte que Sogolon devient la risée de toutes les femmes, Sassouma en tête. Un jour, après une ultime insulte de Sassouma, Soundiata s'éveille enfin, parvient pour la première fois à se mettre debout pour marcher et révèle même une force colossale : il va déraciner un baobab à mains nues pour en apporter les feuilles à sa mère, qui en a besoin pour cuisiner. Soundiata devient aussitôt l'héritier désigné du roi et se lie avec Balla Fasséké, qui devient son griot attitré.

### L'exil
Cependant, à la mort de Maghan Kon Fatta, Sassouma fait jouer son influence et les volontés du souverain défunt ne sont pas respectées. Sogolon et Soundiata sont envoyés en exil, ainsi que le frère de Soundiata, Manding Bory, et sa sœur, Djamarou. De plus, Soundiata et son griot sont séparés, car Balla Fasséké est envoyé en ambassade dans le royaume de Sosso chez le cruel roi-sorcier Soumaoro Kanté. Soundiata, ses frère et sœur et sa mère quittent le Manding. Ils se rendent d'abord à Djedeba, chez le roi Mansa Konkon, où ils séjournent deux mois jusqu'à ce que Soundiata découvre et déjoue une trahison de Mansa Konkon, qui, démasqué, ne le tue pas mais le chasse en même temps que sa famille. Dans la version de Wa Kamissoko, Soundiata se réfugie alors chez les sorcières dirigées par Doussou Damba, sur le plateau de Warankantamba-Fouga, mais il préfère partir après une nouvelle tentative de ses ennemis pour corrompre ses hôtes. Les exilés s'arrêtent ensuite dans la ville fortifiée de Tabon, chez le roi Fran Kamara, où ils sont excellemment reçus : Fran Kamara et Soundiata deviennent amis et alliés.
Soundiata et sa famille suivent ensuite une caravane de marchands jusqu'au royaume du Wagadou, chez le roi Soumaba Cissé, roi des Cissé, où ils sont bien traités. Après un an, le roi les envoie à Mema, à la cour de son cousin Moussa Tounkara. Les enfants de Sogolon y achèvent leur croissance : Soundiata et Manding Bory y prennent part à leurs premiers combats. Après trois ans, Soundiata est nommé Kan-Koro-Sigui (vice-roi) à l'âge de dix-huit ans.

### La guerre contre Soumaoro

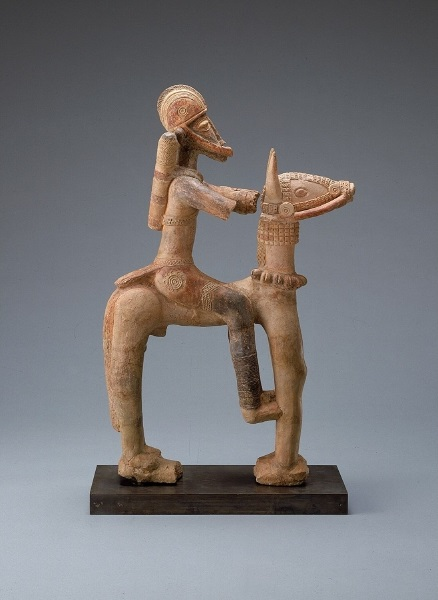
Cavalier militaire du Mali médiéval. Figure en terre cuite trouvée à Djenne (arrière-pays du delta du Niger). XIIIe siècle-XVe siècle.

L'épopée raconte ensuite le retour de Soundiata au Manding, puis la façon dont il défie le roi-sorcier Soumaoro Kanté, qui règne à Sosso. La guerre est déclenchée lorsque Soumaoro, après de multiples exactions contre son peuple, épouse de force Keleya, la femme de son propre neveu, Fakoli Doumbia, ce qui est considéré comme un inceste : furieux, Fakoli quitte Sosso avec sa tribu et appelle les autres tribus à la sédition. Des révoltes éclatent, cruellement réprimées par Soumaoro, qui rase Niani et se proclame roi du Manding. Des envoyés malinkés vont alors trouver Soundiata à Mema pour lui demander d'entrer en guerre contre Soumaoro. Le même jour, Sogolon, très malade, meurt et Soundiata doit négocier avec le roi de Mema pour pouvoir l'enterrer sur place, car Soumaba ne voit pas partir son subalterne d'un bon œil. Soundiata rentre alors au Manding et lève une armée constituée des tribus alliées, à commencer par celle de Fran Kamara.
Soundiata et ses forces infligent une première défaite à Soumaoro à Tabon, où Soumaoro n'est pas présent en personne lors de la bataille. Tandis que Soundiata marche sur Sosso, Soumaoro et le gros de ses forces viennent à sa rencontre et les deux armées s'affrontent dans la vallée de Negueboria. Soundiata remporte la victoire, mais, malgré ses attaques répétées contre Soumaoro lui-même dans la mêlée, il ne peut le tuer ou même le blesser, car Soumaoro fait appel à sa magie pour éviter ses coups et se déplacer instantanément d'un point du champ de bataille à l'autre. Soumaoro tente de harceler les troupes de Soundiata en faisant donner sa cavalerie contre le campement de Soundiata le soir même, mais Soundiata parvient à retourner l'escarmouche à son avantage et à poursuivre Soumaoro jusqu'à Kankigné. Soundiata rejoint ensuite ses alliés à Sibi (aujourd'hui Siby) où tous se regroupent sous ses ordres. Il est également rejoint par Balla Fasséké et par une autre de ses sœurs, Nana Triban, qui ont fui le camp de Soumaoro. Nana Triban, épousée de force par Soumaoro, a su lui soutirer le secret de sa puissance : un Tana, sorte de génie protecteur, qu'il conserve sous la forme d'un ergot de coq.
Lorsque les deux armées se rencontrent à nouveau lors de la bataille de Kirina le 30 avril 1235 (ou Krina), dans la vallée du Djoliba, Soundiata fixe à la pointe d'une de ses flèches l'ergot de coq que Nana Triban a volé à Soumaoro, et lorsque l'ergot blesse le roi, Soumaoro perd instantanément ses pouvoirs. Dès lors, le roi de Sosso ne fait que fuir devant Soundiata. Soumaoro lui-même et son fils fuient vers la région de Koulikoro et escaladent la montagne, poursuivis par Soundiata, mais arrivent à s'échapper. La bataille de Kirina est un succès complet pour Soundiata et signe la fin de l'empire Sosso. Soundiata assiège alors la ville de Sosso elle-même et s'en empare en une matinée, puis la rase.

### Kouroukan Fouga et les débuts de l'empire

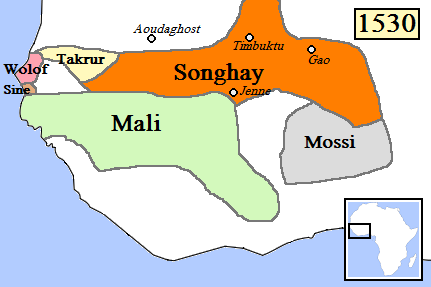
L'empire du Mali et les royaumes voisins vers 1530

Soundiata travaille alors à l'édification de son empire. Il prend la ville de Kita et en gravit la montagne pour s'assurer la protection des génies qui y résident, tandis que ses armées guerroient dans toute la région. De retour au Manding, il réunit l'ensemble de ses alliés à Kouroukan Fouga (Kangaba), où tous lui prêtent serment d'allégeance et où est établie une charte réglant l'éthique et les grands principes des lois de l'empire, la charte du Manden. Soundiata devient le mansa (roi) de l'empire du Mali.
La version de l'épopée relatée par Wa Kamissoko met l'accent sur les conflits qui suivent la défaite de Soumaoro : nombre des anciens alliés de Soundiata, après s'en être remis à lui pour vaincre Soumaoro, tentent de se soustraire à son autorité une fois l'ennemi commun disparu. Soundiata doit réprimer leurs velléités d'indépendance, et y parvient grâce à l'aide de ses deux principaux alliés restés fidèles, Tiramakhan Traore et Manden Fakoli, qui se chargent de combattre et de vaincre les alliés révoltés.

### Mort de Soundiata
Il existe plusieurs variantes dans l'épopée à propos de la mort de Soundiata.
Selon une variante répandue rapportée par D. T. Niane, Soundiata se noie dans la rivière Sankarani et est enterré à proximité du cours d'eau.
Dans la version de Wa Kamissoko, Soundiata meurt de vieillesse dans son palais à Dakadjalan, après avoir pris toutes ses dispositions testamentaires et fait ses recommandations à ses deux principaux vassaux, Tiramakhan Traore et Manden Fakoli. Il est enterré en grande pompe à Dakadjalan même ; son corps est alors placé dans une grande jarre (cho doun) elle-même enterrée profondément au fond d'un puits qui est ensuite rebouché. Les funérailles de Soundiata sont célébrées dans la capitale par l'ensemble des trente-trois clans du Mandé. Youssouf Tata Cissé précise que « des croyances » affirment qu'au moment où Soundiata rendit l'âme, un énorme hippopotame surgit des eaux de la rivière Sankarani entre Niani et Balandougouba, et que cet animal, qui vit toujours, incarne l'esprit de Soundiata.
Y. T. Cissé rapporte également une autre variante répandue par des Peuls du Wassouloun (ou Wassoulou) selon laquelle le mansa aurait été abattu d'une flèche par un archer peul, un esclave aveugle : il s'agit selon Cissé d'une variante revancharde due à l'hostilité que Soundiata s'était attirée de la part des esclavagistes peuls après avoir chargé l'un de ses serviteurs (un djon ba) d'administrer le Wassouloun et de lutter contre les pratiques esclavagistes qui y avaient cours.
La mort de Soundiata est suivie d'une période trouble, l'interrègne, durant laquelle des querelles éclatent pour la succession du roi. De plus, le Mandé est attaqué par des royaumes voisins ; c'est finalement Niani Massa Mamourou Koroba qui reprend le titre de mansa qu'avait porté Soundiata.

## Date et auteurs
L'épopée de Soundiata a pour personnage principal le roi Soundiata Keïta, qui a vécu au XIIIe siècle: à première vue, elle semble donc s'être formée à cette époque ou par la suite. Toutefois, selon Daniel P. Biebuyck, il n'est pas impossible qu'une partie du matériau qu'elle brasse soit antérieur à l'existence historique de Soundiata lui-même, car les épopées de chasseurs qui existent dans les mêmes régions pourraient être antérieures à l'épopée de Soundiata et avoir influencé ses différents épisodes.
Le ou les premiers auteurs de l'épopée de Soundiata sont inconnus, car les traditions orales n'ont pas conservé leurs noms : les griots connaissent les noms des principaux prédécesseurs et professeurs dont ils tiennent leur propre savoir, mais n'accordent pas d'importance particulière à ce à quoi pouvait ressembler la toute première version de l'épopée ou au nom de son ou de ses premiers créateurs. Par ailleurs, la variation est de règle dans une épopée orale de ce type, dont chaque représentation ou « performance » opère un choix et une mise en forme différentes qui dépendent du griot, du courant de tradition auquel il se rattache, du public auquel il s'adresse et des circonstances dans lesquelles la séance a lieu.

## La tradition orale

### Modalités de la tradition orale
En tant qu'épopée de tradition orale, l'épopée de Soundiata s'est d'abord transmise et diffusée sans recours à l'écrit, c'est-à-dire qu'elle était préservée par des griots qui en apprenaient par cœur les différents épisodes dans leur jeunesse et la transmettaient de la même façon à leurs apprentis par la suite. Cette tradition orale est toujours vivante sur les territoires de l'ancien empire du Mali et coexiste avec la diffusion écrite, plus récente, de l'épopée.
Dans la tradition orale, les épisodes de l'épopée font l'objet de séances que les chercheurs anglo-saxons nomment souvent « performances » (de l'anglais performance, « représentation »). Ces séances, durant lesquelles la parole du griot est toujours accompagnée de musique, combinent récitation et improvisation, mais aussi parfois chant, mime et danse ; ils donnent lieu à de fréquents échanges entre le griot et son public, qu'il s'agisse de dialogues ou de reprises d'un refrain. La parole épique ne se cantonne pas à la seule narration, mais peut inclure des considérations sur le griot, ses professeurs et ses ancêtres, ou bien sur certains membres du public, sur la communauté ; elle se mêle d'éloges, d'anecdotes et de réflexions philosophiques et morales.

### Style
Selon Charles Bird, l'épopée de Soundiata se compose de vers définis non pas par des rimes, des accents ou un nombre de syllabes donné, mais par le rythme musical qui accompagne systématiquement les récitations. Il avance l'hypothèse d'une correspondance entre le vers poétique et un rythme de quatre battements accentués.

## Versions écrites et traductions
Les éditions scientifiques de l'épopée sont toutes des mises par écrit de variantes de la tradition orale racontées par des griots ou des djeli. Les premières mises par écrit se trouvent dans des manuscrits arabes que les colons français d'Afrique de l'Ouest traduisent au tournant des XIXe – XXe siècles. À partir des années 1890, des administrateurs des colonies et des militaires, en grande majorité français, recueillent des versions de l'épopée qui sont publiées en français et en allemand à partir de 1898. Au début du XXe siècle, à partir surtout des années 1930, des Africains de l'Ouest ayant reçu une éducation à l'européenne produisent des versions littéraires de l'épopée. Un rôle important semble avoir été joué durant cette période par l'École normale William-Ponty créée en 1903 à Saint-Louis au Sénégal : la stratégie coloniale française d'alors cherchant à créer sur place une culture franco-africaine, l'établissement favorise le rassemblement d'informations sur l'épopée et sa diffusion sous la forme de versions écrites et d'une pièce de théâtre.
C'est toutefois en 1960 que paraît l'un des premiers ouvrages à faire connaître plus largement l'épopée de Soundiata en français : Soundjata ou l'épopée mandingue, dans lequel l'historien africain Djibril Tamsir Niane met par écrit une version brève et retravaillée de l'épopée que le griot Mamadou Kouyaté lui a relatée dans le village de Siguiri, en Guinée, dans les années 1950. Ce livre suscite un intérêt très large pour l'épopée de la part des chercheurs, en Afrique et hors d'Afrique, et joue un rôle décisif dans le développement des recherches à son sujet.
Une version nettement plus ample, incluant une transcription de la narration originale en langue malinké en plus de la traduction française, est réalisée conjointement par l'ethnologue malien Youssouf Tata Cissé et par le griot Wa Kamissoko : elle consigne cette fois la version de Wa Kamissoko, qui s'inscrit parmi les traditions orales circulant dans la région de Krina au Mali. Cette version résulte de la longue coopération entre Cissé et Kamissoko, et aboutit à deux colloques organisés à Bamako par la Fondation SCOA pour la recherche scientifique en Afrique noire en 1975 et 1976, colloques au cours desquels des chercheurs européens et des traditionnistes africains se rencontrent, discutent et échangent afin d'élaborer ensemble une histoire du Mali médiéval. Au cours de ces colloques, Cissé réalise plusieurs enregistrements des paroles de Wa Kamissoko lorsqu'il déclame l'épopée, et prend en note les échanges de questions-réponses entre le griot et les autres chercheurs. La version de l'épopée de Soundiata qui en résulte est publiée pour la première fois en 1975-1976 en deux volumes sous la forme d'actes du colloque de l'association SCOA, sous le titre L'Empire du Mali. Elle fait ensuite l'objet d'un autre ouvrage par les mêmes auteurs, La Grande Geste du Mali, également en deux volumes, en 1988 et 1991.
L'africaniste américain John William Johnson recueille et traduit deux versions de l'épopée. La première, recueillie auprès du griot Magan Sisoko, est publiée sous le titre The Epic of Sun-Jata according to Magan Sisoko en 1979. L'autre est recueillie auprès du griot Fa-Digi Sisoko, père de Magan Sisoko, dans la région de Kita en 1968, et est publiée dans le livre The Epic of Son-Jara: A West African Tradition en 1986 ; Soundiata y apparaît sous le nom de Son-Jara.

## Analyses

### Contexte et pertinence historique

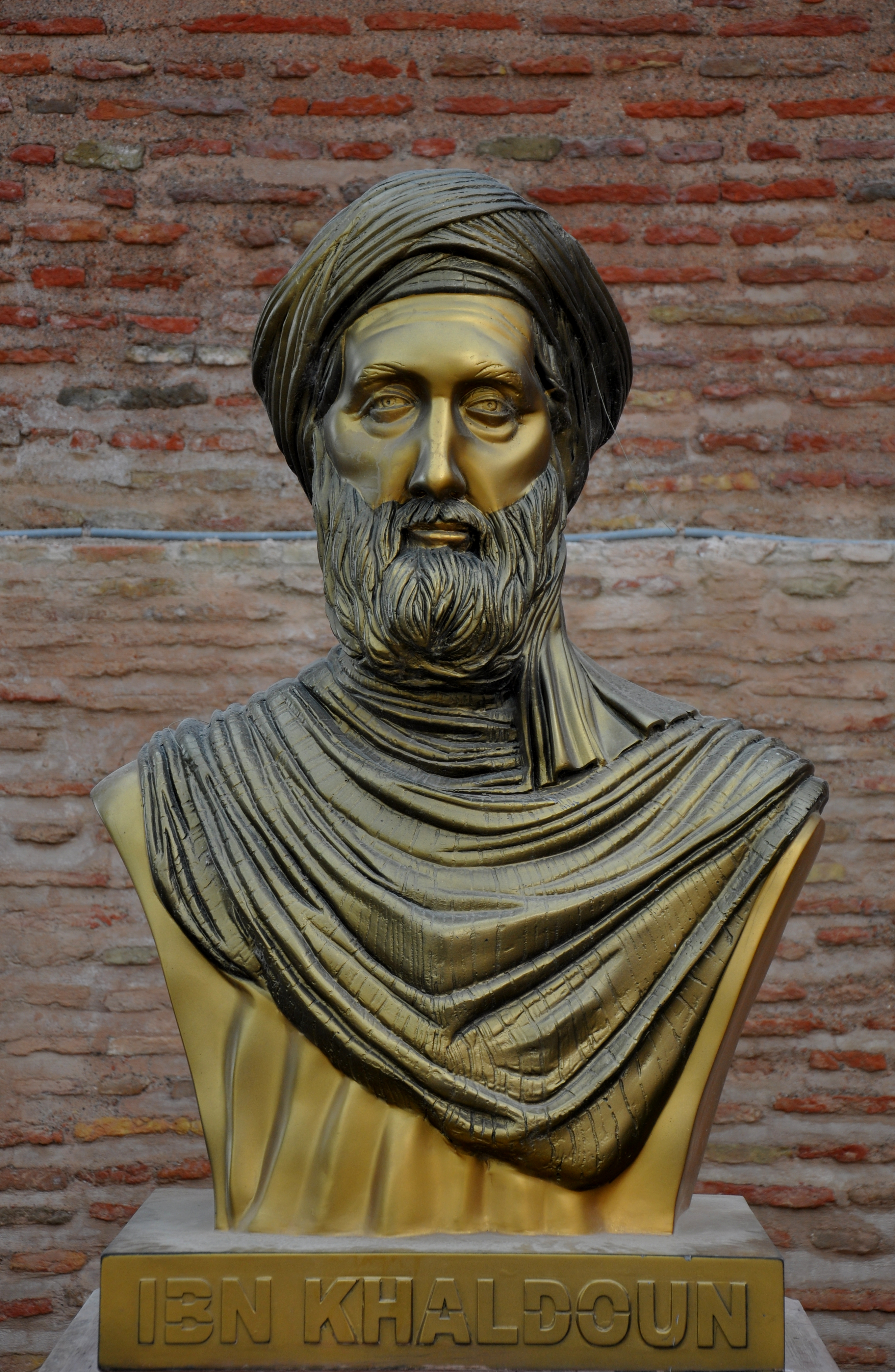
L'écrivain voyageur arabe Ibn Khaldoun (ici : buste devant l'entrée de Casbah de Bejaia, en Algérie) mentionne l'empire du Mali et Soundiata au XIVe siècle.

Peu de sources écrites existent sur l'histoire de l'empire du Mali. Parmi les principales sources écrites figurent les récits de voyageurs arabes du XIVe siècle, dont le plus fameux est Ibn Khaldun qui mentionne Soundiata. De ce fait, l'épopée de Soundiata et plus généralement les traditions orales encore vivaces constituent des sources importantes sur l'histoire de la région. Mais leur pertinence et leur fiabilité en tant que sources historiques font débat parmi les historiens, car la tradition a nécessairement subi des transformations au fil des siècles. Une partie des historiens tente cependant de discerner des éléments de vérité historique dans l'épopée, mais avec prudence. L'historien américain David C. Conrad a ainsi pu entreprendre cette démarche à propos du personnage de Fakoli Doumbia.
L'existence historique de Soundiata Keïta et les grandes lignes de sa carrière politique ne font pas de doute : sa victoire sur Soumaoro Kanté à Kirina semble avoir eu lieu autour de 1235. Ibn Khaldun indique que Soundiata établit son autorité « sur le royaume de Ghana jusqu'à l'Océan du côté de l'Occident ». Le nom et l'emplacement de la capitale choisie par Soundiata n'ont pas été identifiés avec certitude par les historiens, ethnologues et archéologues.
Les lieux mentionnés dans l'épopée de Soundiata correspondent au moins en partie à la géographie réelle de l'Afrique de l'Ouest. L'africaniste Lilyan Kesteloot estime que les notations géographiques présentes dans ce type d'épopée royale à base historique peuvent « servir à reconstituer l’histoire de ces royaumes, après vérification par d’autres sources » car « les notations de lieux et d’itinéraires géographiques ont un fondement de réalité, qu’il faut retrouver par une recherche adéquate, et ce à travers les affabulations du merveilleux qui accompagne ce type de récits ».
Selon les auteurs d'un ouvrage dirigé par François-Xavier Fauvelle en 2018, il n'est pas possible de se baser sur la trame événementielle de l'épopée pour retracer les événements précis de l'histoire médiévale du royaume du Mali, car les événements de l'épopée de Soundiata sont destinés « avant tout à expliquer l'ordre social de la société malinké contemporaine et à soutenir les revendications d'une de ses composantes », à savoir le plan Keita, qui revendique un primat historique et statutaire au sein des chefferies malinkés. En revanche, l'épopée peut donner une idée de « « l'ambiance politique » de l'époque (...) celle d'un pays malinké morcelé en chefferies rivales incapables de résister aux rais destructeurs d'une puissance sahélienne centralisée perçue sous les traits des redoutables Sosso, qui razzient les esclaves dans leur arrière-pays pour les vendre aux marchands arabo-berbères ». L'épopée de Soundiata peut alors être comprise comme le « récit allégorique de l'apparition, vraisemblablement dans le courant du XIIIe siècle, d'un pouvoir protecteur sur la société malinké, capable de détourner la plaie esclavagiste vers d'autres sociétés situées en position plus méridionale ». Les changements politiques réels n'ont sans doute pas été aussi radicaux que ceux décrits par l'épopée, mais il est vraisemblable qu'est apparue une superstructure dirigée par « l'homme fort d'un kafu (chefferie) septentrional, fondateur d'une lignée dynastique », doté d'une reconnaissance politique et religieuse, mais dont la prééminence parmi les mansa (rois) se bornait peut-être aux domaines du symbole et du rituel.

### Magie, merveilleux et hyperboles épiques
L'épopée de Soundiata, comme de nombreuses épopées, comporte une part de merveilleux. Comme d'autres épopées africaines, elle reflète la croyance de l'époque en l'efficacité de la magie et met en scène des exploits surhumains. Les rois ont recours à des protections magiques par l'intermédiaire de gris-gris confectionnés par des sorciers. C'est en découvrant le secret du talisman qui protège Soumaoro que la sœur de Soundiata permet à son frère de le vaincre enfin. Lilyan Kesteloot distingue d'un côté les pratiques magiques et de l'autre l'intervention du merveilleux proprement dit, comme un moment où le roi-sorcier Soumaoro se métamorphose en oiseau.
L'épopée de Soundiata recourt aussi au procédé du grossissement épique : la mise en scène d'actes de bravoure démesurés par rapport à la réalité. Il arrive par exemple qu'un héros coupe plusieurs têtes à la fois d'un moulinet de sabre, ou même que Soundiata parvienne à trancher une montagne avec sa lame Ce procédé se retrouve dans de nombreuses épopées, dans et hors d'Afrique.

## Diffusion récente et postérité
Jusqu'à la fin du XIXe siècle, la diffusion de l'épopée de Soundiata était uniquement ou presque uniquement orale. Au cours du XXe siècle, la diffusion de l'épopée emprunte un nombre croissant d'autres supports qui viennent s'ajouter aux traditions orales toujours actives : des versions écrites et des réécritures littéraires, mais aussi des diffusions à la radio ou des enregistrements sur cassette audio puis CD des performances des griots, des versions théâtrales, télévisées, etc.

### Littérature
Le griot et écrivain malien Massa Makan Diabaté évoque l'épopée de Soundiata dans plusieurs de ses livres : Janjon et autres chants populaires du Mali (1970) et surtout L’Aigle et l’épervier ou la Geste de Soundjata, paru en 1975. L'écrivain guinéen Camara Laye donne une version de l'épopée de Soundiata dans Le Maître de la parole en 1978, après une enquête sur l'épopée dans le Haut-Niger (en Guinée, au Mali et au Sénégal) où il recueille et traduit les chants du griot Babou Condé.
Le romancier français Raphaël Chauvancy a développé cette épopée sous forme de roman historique dans Soundiata Keïta, Le lion du Manden, ce qui lui a valu l'attribution du prix spécial du jury de l'interculturalité en 2015.
Au théâtre, l'épopée a été adaptée par Patrick Mohr dans la pièce Soundjiata représentée entre 1989 et 1991 en Australie (en 1989 au Festival de Sydney, en anglais), en Suisse (en 1990 au Théâtre du Grütli pour La Bâtie Festival de Genève, dans une version française jouée par la compagnie du Théâtre Spirale créé dans ce but par Mohr) en France (en 1991 au Festival d'Avignon), puis ailleurs en Europe et enfin au Mali et au Burkina Faso, d'après une version racontée à Mohr par Mamadou Kouyaté. En 2010, l'écrivain guinéen Issiaka Diakité-Kaba publie une réécriture de l'épopée en pièce de théâtre, Sunjata, The Lion: The Day When The Spoken Word Was Set Free / Soundjata, Le Lion : Le jour où la parole fut libérée, qui paraît aux États-Unis chez Outskirts Press. La pièce est écrite en vers libres, en français et en anglais, et est destinée à être mise en scène avec un accompagnement musical de jazz. Elle met en avant le rôle des femmes et la question de l'abolition de l'esclavage par Soundiata, tout en s'écartant du dénouement habituel de l'épopée afin de nourrir une réflexion sur les carrières des personnalités politiques en Afrique.
La romancière Isabelle Malowé met en scène le règne de Soundiata dans son roman Les Rumeurs de la Terre en 2014, où elle met en avant l'abolition de l'esclavage par Soundiata après sa victoire sur Soumaoro.

### Peinture et illustration
Des versions courtes de l'épopée, souvent illustrées, sont régulièrement éditées dans des collections pour la jeunesse. Une version romancée pour la jeunesse écrite par l'africaniste Lilyan Kesteloot et illustrée par Joëlle Jolivet, Soundiata, l'enfant-lion, est parue chez Casterman en 1999. En 2002, le peintre et illustrateur Dialiba Konaté publie au Seuil L’épopée de Soundiata Keïta, un album de grand format réalisé en collaboration avec Martine Laffon, qui regroupe ses peintures sur les différents épisodes de l'épopée ; Dialiba Konaté est l'un des premiers à tenter de réaliser des illustrations directement adaptées de la parole des griots et des traditionnistes, et mène pour cela des recherches qui concilient les ouvrages historiques sur l'empire du Mali et les détails plus légendaires donnés par les griots. Un court album écrit par Modibo Sidibé et illustré par Svetlana Amegankpoe a été publié en 2005 aux éditions Donniya à Bamako.

### Musique
Une version musicale de l'épopée, Sunjata ou l'épopée mandingue, a été réalisée par l'Ensemble instrumental du Mali et publiée au Mali par le Ministère de la Jeunesse, des Sports, des Arts et de la Culture en 1976. Un spectacle slam musical, Soundiata Keita, quand un homme africain entre dans l'Histoire, a été créé par le musicien franco-sénégalais Tidiane Sy en France en 2009 et donné par la suite à Bamako au Mali et à Djibouti,.
La chanteuse malienne Rokia Traoré a travaillé à plusieurs reprises sur l'épopée de Soundiata. En 2008, elle fait allusion à Soundiata, à Sogolon et à Maré Makan Diata dans sa chanson "Dounia" sur l'album Tchamantché : elle mentionne Soundiata comme "l'un de ceux qui ont construit une Afrique digne et vivant d'espoirs, une Afrique qui nous manque". En juillet 2017, au Festival d'Avignon, Rokia Traoré crée le spectacle Dream Mande Djata, où elle présente l'épopée de Soundiata Keïta, mais aussi l'histoire du Soundiata réel, en mettant en avant l'importance de la charte du Manden dans l'histoire culturelle de l'Afrique avant la colonisation,. Ayant travaillé notamment avec la griotte Bako Dagnon sur l'épopée, elle est assistée dans le spectacle du joueur de cora Mamadyba Camara et du joueur de ngoni Mamah Diabaté, et elle chante tantôt en français, tantôt en mandingue.

### Cinéma
Sorti en 1994, le film d'animation des studios Disney Le Roi lion, bien que principalement inspiré d'autres œuvres, a pu être rapproché par sa structure de l'épopée de Soundiata.
En 1995, le cinéaste burkinabé Dani Kouyaté réalise Keïta ! L'Héritage du griot, dans lequel un jeune garçon, Mabo Keïta, fait l'école buissonnière pour écouter le vieux griot Djéliba lui expliquer l'origine de son nom en lui racontant l'épopée de Soundiata. Le film évoque à la fois l'épopée elle-même et la mise en péril de la transmission de la tradition orale à cause de la dégradation du statut social des griots. Il réutilise l'esthétique africaine traditionnelle et met en avant une narration prise en charge par l'oralité, rendue accessible par le travail de l'image.
Dans le film d'animation Kirikou et les Hommes et les Femmes de Michel Ocelot (2012), la griotte raconte à Kirikou l'épopée de Soundiata, que Kirikou transmet à son tour aux villageois en la modifiant à son goût.
En 2014 sort un long-métrage d'animation ivoirien adapté de l'épopée : Soundiata Keïta, le réveil du lion, produit par le studio Afrikatoon.

### Jeux vidéos
La campagne malienne d'Age of Empires 2 met en scène l'épopée de Soundiata.

### Versions écrites de l'épopée
- Youssouf Tata Cissé, Wa Kamissoko, La Grande Geste du Mali. Des origines à la fondation de l'Empire, Paris, Karthala, 1988, 2e édition 2007. (Édition bilingue malinké-français.)
- Youssouf Tata Cissé, Wa Kamissoko, Soundjata, la gloire du Mali (La Grande Geste du Mali, tome 2), Paris, Karthala, « Homme et Société : Histoire et géographie », 1991, 2e édition 2009. (Traduction française seule.)
- (en) D. C. Conrad et D. T. Condé, Sunjata : a West African epic of the Mande peoples, Indianapolis, Hackett Publishing Company, 2004.
- Kele Maansen Diabaté, Kala Jata, Bamako, 1970.
- Lansine Diabate, L'Épopée de Sunjara d'après Lansine Diabate de Kela (Mali), texte recueilli, traduit et annoté par Jan Jansen, Esger Duintjer et Boubacar Tamboura, Leyde, Research school CNWS, cop. 1995. (Édition bilingue.)
- (en) Gordon Innes, Sunjata: Three Madinka Versions, Londres, 1991 (versions relatées par Bamba Suse, Banna Kanute et Dembo Kanute).
- (fr) Camara Laye, Le maître de la parole. Kouma lafôlô kouma, Plon, 1978, 313 p. (rééd. Presses Pocket).
- (en) R. E. Moser, Foregrounding in the Sunjata: the Mande epic, 1974.
- Djibril Tamsir Niane, Soundjata ou l'épopée mandingue, Présence africaine, Paris, 1960. (Adaptation française seule.)
- (en) Fa-Digi Sisoko, Son-Jara : The Mande Epic, Bloomington, Indiana University Press, 2003.
- (en) Fa-Digi Sisoko, The Epic of Son-Jara: A West African Tradition, traduction et étude analytique par John William Johnson, Bloomington, Indiana University Press, 1986.
- (en) Magan Sisoko et John William Johnson, The Epic of Sun-Jata according to Magan Sisoko, Bloomington (Indiana), Folklore Publications Group, 1979.
- (en) B. Suso, B. Kanute, et alii, Sunjata : Gambian versions of the Mande epic, Londres, Penguin, 1999.

### Ouvrages généraux
- François-Xavier Fauvelle (dir.), L'Afrique ancienne. De l'Acacus au Zimbabwe. 20 000 avant notre ère - XVIIe siècle, Paris, Belin, collection « Mondes anciens », 2018.  (ISBN 978-2-7011-9836-1)

### Études savantes et articles
- (en) R. A. Austen, In search of Sunjata : the Mande oral epic as history, literature and performance, Bloomington, Indiana University Press, 1999.
- (en) Daniel P. Biebuyck, « The African Heroic Epic », dans Felix J. Oinas (ed.), Heroic Epic and Saga. An Introduction to the World's Great Folk Epics, Bloomington—Londres, Indiana University Press, 1978, p. 336-367.
- (en) Stephen Bulman, « A school for epic? The école William Ponty and the evolution of the Sunjata epic, 1913-c. 1960 », dans Jan Jansen et Henk M. J. Mair (dir.), Epic Adventures: Heroic Narrative in the Oral Performance Traditions of Four Continents, Münster, Lit Verlag, 2004, p. 34–45,  (ISBN 3-8258-6758-7).
- (en) David C. Conrad, « Searching for History in the Sunjata Epic: The Case of Fakoli », dans la revue History in Africa, no 19, 1992, p. 147–200.
- Jean Derive, « Le modèle épique d'Afrique subsaharienne », dans Ève Feuillebois-Pierunek (éd.), Épopées du monde. Pour un panorama (presque) général, Paris, Classiques Garnier, coll. Rencontres no 25, p. 83-97.  (ISBN 978-2-8124-0363-7)
- Jan Jansen, Épopée, histoire et société : le cas de Soundjata, Mali et Guinée, Paris, Karthala, 2001.
- Lilyan Kesteloot & Bassirou Dieng, Les épopées d'Afrique noire, Paris, Karthala—Unesco, 1997 (rééd. 2009), 626 p.
- Lilyan Kesteloot, « Magie et merveilleux dans les sociétés et les épopées d'Afrique noire », chapitre dans Centre universitaire d'étude et de recherche médiévales d'Aix (éd.), Magie et illusion au Moyen Âge, Aix-en-Provence, Presses universitaires de Provence, collection « Senefiance » no 42, 1999.  (ISBN 9782821836143) [lire en ligne].
- Lilyan Kesteloot, « Le traitement de l’espace dans quelques épopées d’Afrique », Journal des africanistes, no 79-2, 2009 (mis en ligne en avril 2013). [lire en ligne]
- Cécile Leguy, « Dialiba Konaté, ou celui qui donne à voir la parole des griots », Cahiers de littérature orale, no 67-68, 2010, p. 203-222. [lire en ligne]
- Jean-Pierre Martin, Marie-Agnès Thirard et Myriam White-Le-Goff (dir.), L’Enfance des héros, Arras, Artois Presses Université, 2008.
- R. Pageard, « Soundiata et la tradition orale », Présence africaine, 1er trimestre 1961, p. 51-70.
- F. Quiquandon, « Histoire de la puissance mandinque d'après la légende et la tradition », Bulletin de la Société de géographie commerciale de Bordeaux, 1892, no 15, p. 305–318. [lire en ligne]
- Michel Raimbault et Kléna Sanogo, Recherches archéologiques au Mali, ACCT-Karthala, 1991.
- Christiane Seydou, « Épopée et identité : exemples africains », Journal des africanistes, vol. 58 no 1, 1988, p. 7-22. [lire en ligne]
- (en) Grzegorz Waliński, « The image of the ruler as presented in the tradition about Sunjata », dans S. Piłaszewicz et E. Rzewuski (éd.), Unwritten Testimonies of the African Past. Proceedings of the International Symposium held in Ojrzanów n. Warsaw on 07-08 November 1989, Varsovie, Wydawnictwa Uniwersytetu Warszawskiego, coll. Orientalia Varsoviensia 2, 1991. [lire en ligne]
- Raphaël Chauvancy, Soundiata Keïta, Le lion du Manden, L'Harmattan, Paris, 2015,  (ISBN 978-2-343-05920-4).